# Рудбекія

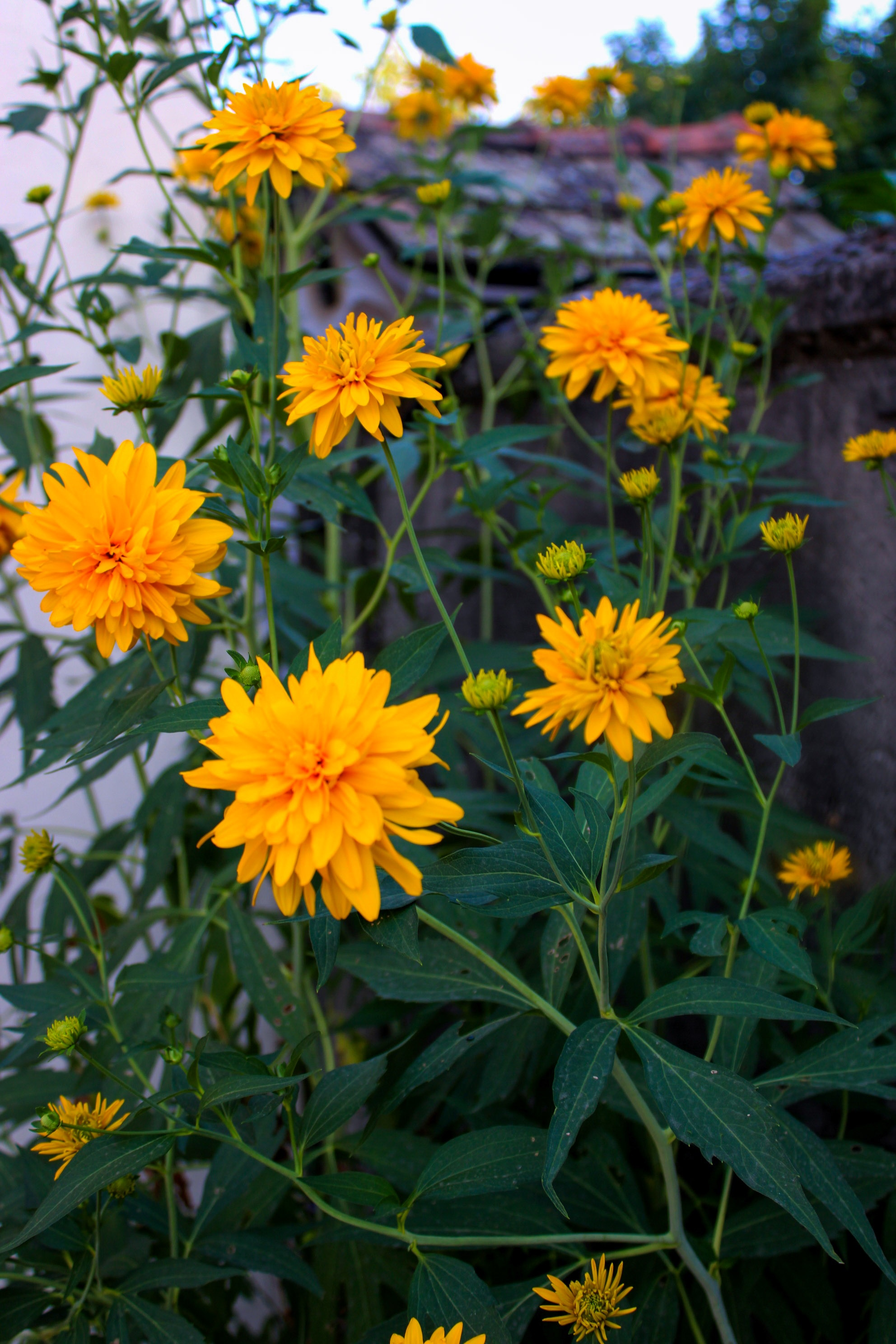
Rudbeckia sp.

Рудбе́кія (Rudbeckia) — рід однорічних, дворічних та багаторічних трав'янистих рослин родини айстрові (Asteraceae), включає близько 40 видів.
Типовим видом вважається Rudbeckia hirta L..
Природна область поширення рослин цього роду — Північна Америка; багато видів ростуть у преріях.
Деякі види культивуються як декоративні, часто дичавіють, поширені у Європі та Африці.

## Назва
Перші поселенці Північної Америки, звернувши увагу на красиві квіти, ввели рослину у культуру як декоративну та дали їй поетичну назву «Чорноока Сюзанна»(англ. Black-eyed Susan), через темно забарвлену серцевину суцвіть. Насіння через деякий час потрапило до Європи, де рослина отримала подальше поширення. Форма суцвіття — кошик, мабуть, визначила народну німецьку назву — «Сонячний капелюх» (нім. Leuchtender Sonnenhut).
Сучасна наукова назва роду була присвоєна Карлом Ліннеєм на честь шведських ботаніків, батька Улофа Рудбека старшого та сина Улофа Рудбека молодшого, останній був другом та вчителем Ліннея в Уппсальському університеті.

## Ботанічний опис
Стебла прості або розгалужені, висота рослини від 50 см до 3 метрів (у деяких видів).
Листки від 5 до 25 см завдовжки, цільні або перисто-роздільні, іноді перисто-розсічені, овальної або яйцеподібної форми. У верхній частині стебла листки сидячі, у нижній довгочерешкові.
Суцвіття — великі кошики до 15 см у діаметрі. Квітколоже сильно опукле, далі циліндричне, з плівчастими гострими приквітками.
Крайні квітки — язичкові безплідні жовтого або оранжевого кольорів, серединні — трубчасті двостатеві від жовтого до пурпурно-чорного або коричневого кольорів.
Плід — довгаста сім'янка, іноді має невелику коронку.

## Систематика
Деякі джерела об'єднують цей рід з близьким родом Ехінацея (Echinacea).
Рід прийнято ділити на три секції: Dracopis, Macrocline та Rudbeckia.
Широку популярність отримали, у першу чергу, культурні декоративні види.

### Види
sect. Dracopis
- Rudbeckia amplexicaulis

sect. Macrocline
- Rudbeckia laciniata
- Rudbeckia nitida

sect. Rudbeckia
- Rudbeckia fulgida
- Rudbeckia heliopsidis
- Rudbeckia hirta — типовий вид[3] — з цього виду отримані багато декоративних сортів, вважається символом Меріленду з 1918 року.
  - Rudbeckia hirta var. pulcherrima Farw. Rudbeckia bicolor

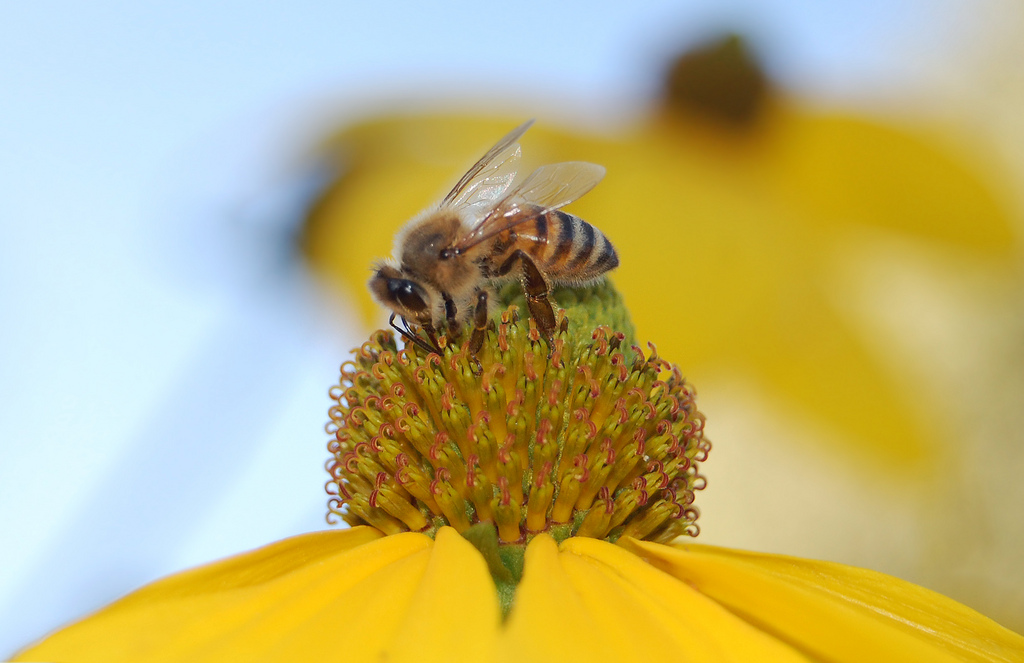
Бджола на квітці рудбекії
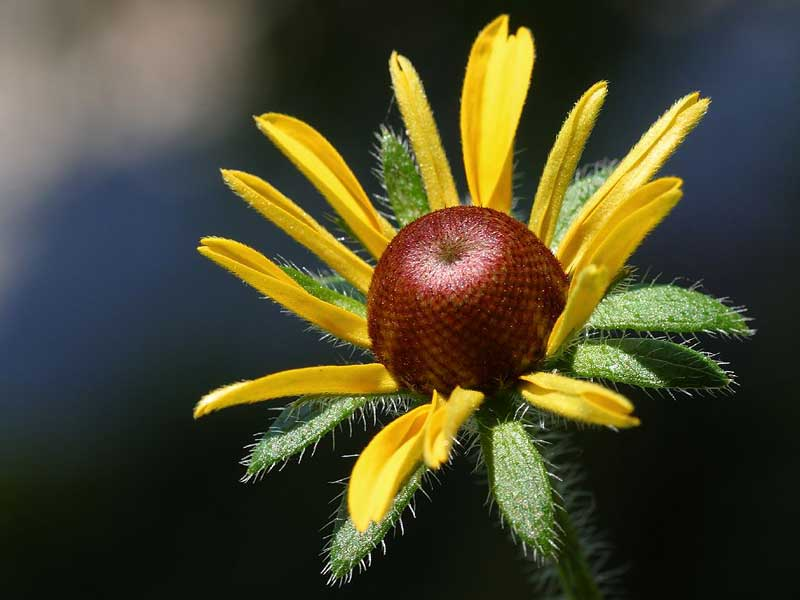
Rudbeckia hirta
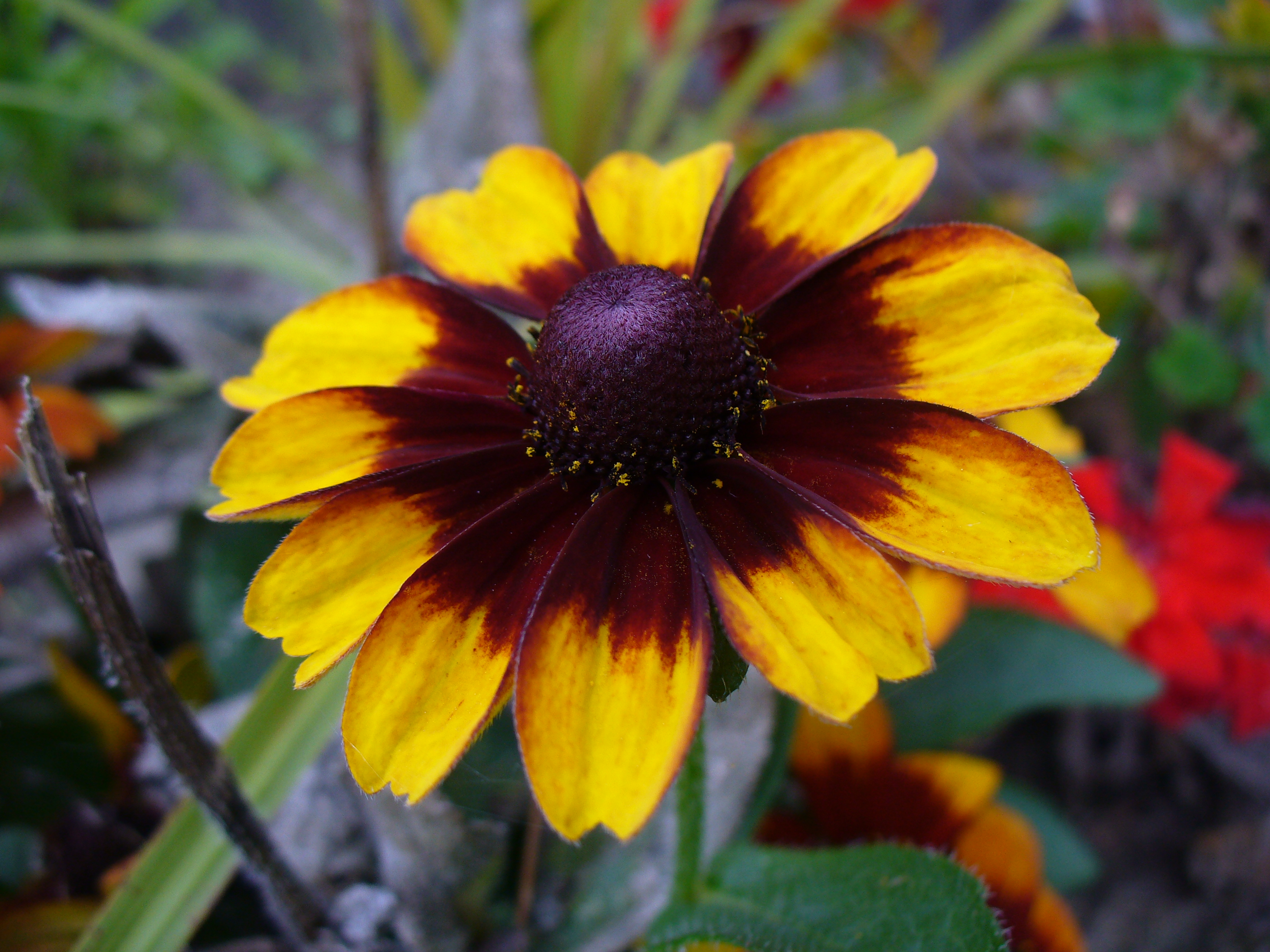
Один із садових різновидів
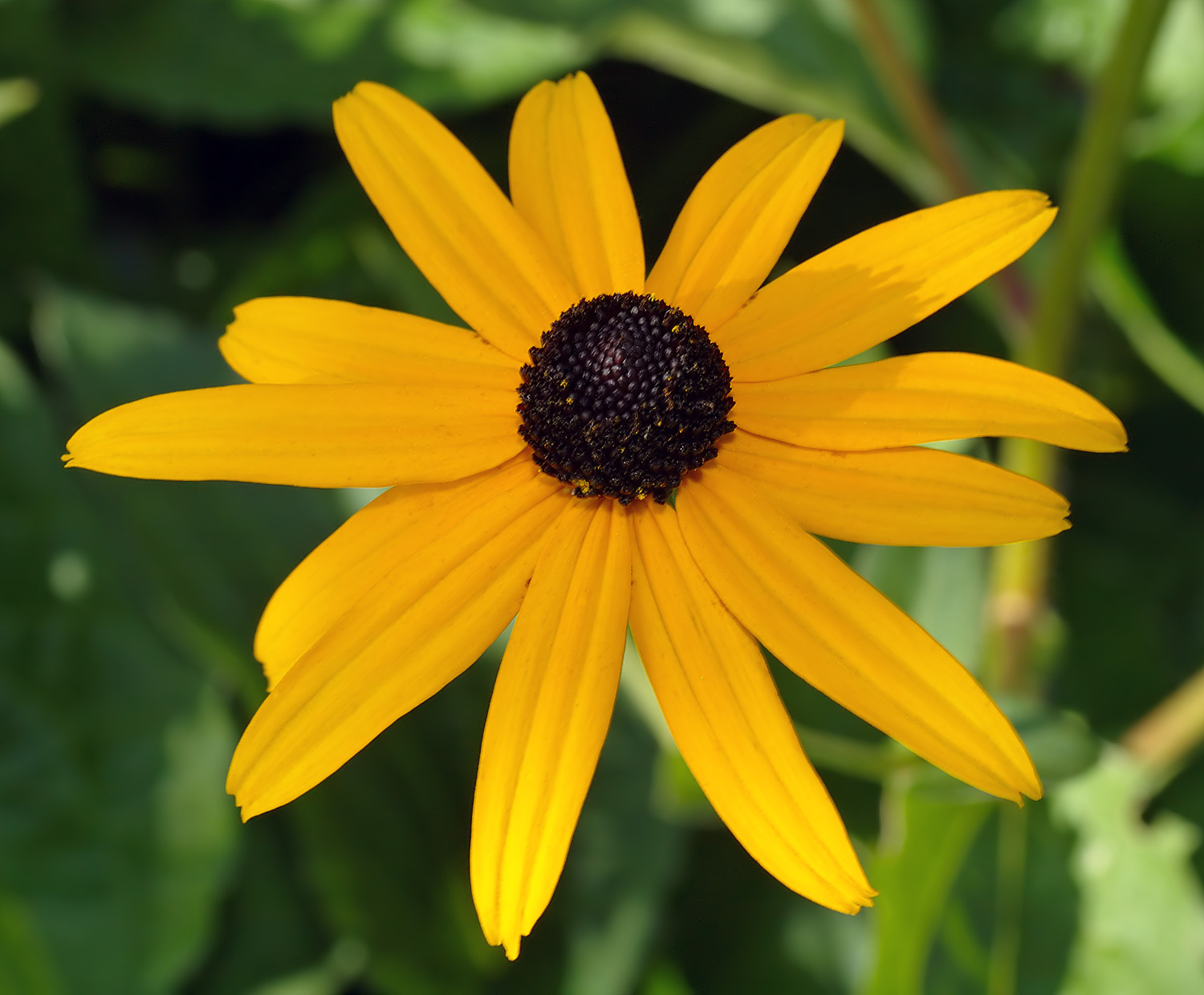
Rudbeckia fulgida var. sullivantii 'Goldsteinii'
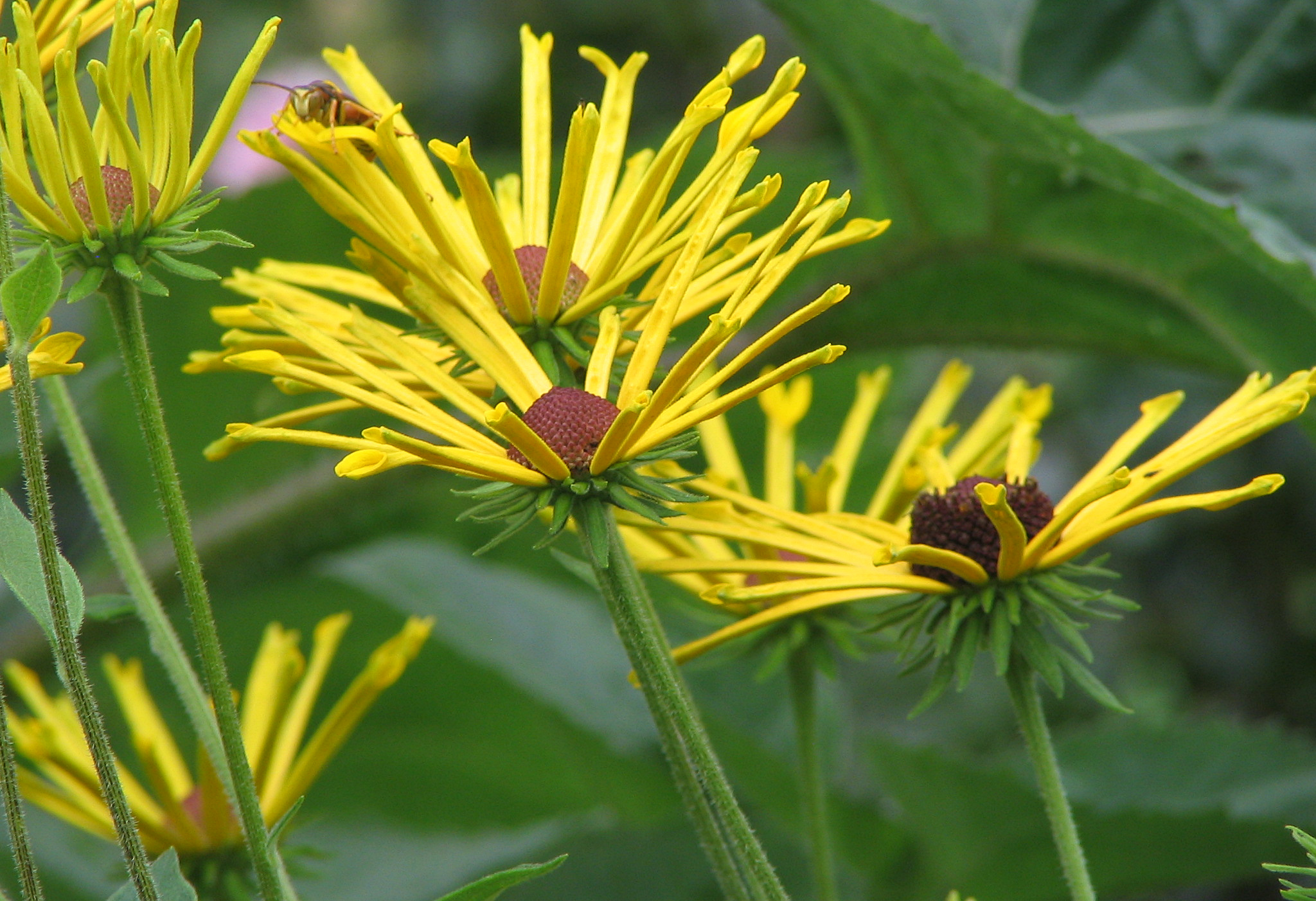
Rudbeckia subtomentosa